# Петренко, Дмитрий Николаевич
Дмитрий Николаевич Петренко (укр. Дмитро Миколайович Петренко; род. 4 февраля 1976) — украинский футболист, защитник.

## Биография
Начал карьеру в любительском клубе «Орбита» из Красногвардейского, где выступал с 1997 по 1999 год. В дальнейшем играл за молодёжненскую «Крымтеплицу». Вместе с командой в 2000 году стал чемпионом Украины среди сельских команд, получив после этого звание кандидата в мастера спорта Украины. В 2002 году в составе «тепличников» играл в любительском кубке Украины. Кроме того, в сезоне 2002/03 попробовал свои силы в мини-футболе, защищая цвета симферопольского «Динамо-ЮРИН».
В 2003 году подписал контракт с шымкентским «Ордабасы» из Высшей лиги Казахстана. По окончании сезона вернулся в «Крымтеплицу», вместе с которой в стал победителем Второй лиги Украины сезона 2004/05. Последним профессиональным клубом в карьере Петренко стал красноперекопский «Химик», где футболист играл в 2006 году.
В дальнейшем выступал за различные любительские команды Крыма. В 2011 году стал чемпионом Крыма в составе «Гвардейца», вместе с которым также играл в любительском кубке Украины.

## Достижения
- Победитель Второй лиги Украины: 2004/05